# Haags Kinderontvoeringsverdrag
Het Verdrag inzake de burgerrechtelijke aspecten van internationale ontvoering van kinderen of Haags Kinderontvoeringsverdrag is een verdrag van de Haagse Conferentie voor Internationaal Privaatrecht dat op 25 oktober 1980 is ondertekend door vier landen. Het trad op 1 december 1983 in werking.

## Doelen
Het verdrag is van toepassing op kinderen onder zestien jaar (art. 4) en beoogt:
- De terugkeer van kinderen die ten onrechte weggehaald werden uit of vastgehouden worden in een land (art. 1a).

Dit is het geval als dit de voogdijwetgeving van het land waar het kind onmiddellijk voordien woonachtig was schendt (art. 3a).
- De voogdijwetgeving van een land te doen gelden in de andere (art. 1b).
- De twee landen moeten samenwerken en alle nodige maatregelen treffen om de snelle terugkeer van het kind te bewerkstelligen (art. 7).

## Ratificatie
Intussen maken 81 landen deel uit van het verdrag. Canada, Frankrijk, Griekenland en Zwitserland waren de vier landen die Het Verdrag initieel ondertekenden op 25 oktober 1980. Frankrijk was het eerste land dat Het Verdrag ratificeerde, op 16 september 1982. België tekende het verdrag op 11 januari 1982 en ratificeerde het op 9 februari 1999 waarna het op 1 mei 1999 van kracht werd. Nederland tekende op 11 september 1987 en ratificeerde het verdrag op 12 juni 1990. Op 1 september 1990 werd het van kracht voor het Europees gedeelte van het Koninkrijk.